# Atari MMU
L'Atari MMU è un chip MMU di tipo custom impiegato negli home computer della famiglia Atari 8-bit. Abilita l'accesso ai registri hardware sui chip ANTIC, GTIA, POKEY e 6520 PIA.
Il chip MMU sugli home computer della linea XL/XE (C061618) seleziona il sistema operativo su ROM, la ROM dell'Atari BASIC, la ROM per la diagnostica di sistema (detta self test) e i LED nel modello 1200XL.
L'utente non può manipolare direttamente l'Atari MMU ma per selezionare le varie ROM occorre agire attraverso un registro hardware mappato in memoria e chiamato PORTB (5401710 o D30116).
A partire dalla linea XL dei propri home computer Atari ha cambiato il registro PORTB trasformandolo da porta di ingresso sulle macchine 400/800 in porta di uscita sulle macchine XL/XE. Così facendo sulle macchine XL/XE sono presenti solamente due porte per il joystick anziché quattro come sulle macchine della serie 400/800.
Impostando o azzerando specifici bit sulla PORTB l'utente può accedere sia alle ROM che alle locazioni di memoria su RAM.
Nessuna sincronizzazione è richiesta perché accesso alle varie zone di memoria è gestito direttamente dal sistema operativo.
L'assegnazione dei bit per la PORTB sulle macchine della linea XL/XE è la seguente:
| PORTB (D30116) | |
| Bit No.        | Descrizione |
| 0              | Controlla la regione della ROM dove risiede il sistema operativo. Disabilitando l'OS ROM viene abilitata la RAM. 0 per disabilitare, 1 per abilitare.        |
| 1              | Controlla la regione di ROM sulla quale risiede l'Atari BASIC. 0 per disabilitare, 1 per abilitare.                                                          |
| 2              | Controlla il LED #1 nel 1200XL. Controlla la selezione del banco di memoria sul 130XE.                                                                       |
| 3              | Controlla il LED #2 nel 1200XL. Controlla la selezione del banco di memoria sul 130XE.                                                                       |
| 4              | Abilita il banco di memoria per la CPU. Solo per il modello 130XE.                                                                                           |
| 5              | Abilita il banco di memoria per il chip ANTIC. Solo per il modello 130XE.                                                                                    |
| 6              | Non usato. |
| 7              | Controlla la regione di ROM dove risiede il codice per il self test. Disabilitando il self test viene abilitata la RAM. 0 per disabilitare, 1 per abilitare. |

Note: Il modello 1200XL non è dotato internamente su ROM del linguaggio BASIC.